# Adalbert Martinka
Adalbert Martinka také Vojtěch Martinka (19. srpna 1875 Praha – 1940 nebo 1948 Praha nebo Mnichov) byl česko-německý grafik a malíř – krajinář, žák profesora Julia Mařáka.

## Životopis
Narodil 19. srpna 1875 v Praze v rodině Adalberta Martinka (1832–1892, jako povolání udáno Maschinenfabrikant či šéf firmy Martinka a spol.) a jeho manželky Camilly (*1839). Pokřtěn byl Adalbert Ludwig Camil. Měl sestry Marii (*1866) a Karolinu (*1888) a bratra Emila (*1870).  
Byl žákem profesora Julia Mařáka na pražské Akademii v letech 1894 až 1897, kdy studium úspěšně dokončil. Dle Prokopa Tomana poté studoval v Mnichově u profesora Mayera-Barry (není dohledatelný). Převážně používal německé křestní jméno Adalbert a signoval A. Martinka. Větší část svého života zřejmě pobýval v Německu, na předměstí Mnichova v Pasingu. Podle neověřených údajů pracoval pro společnost se specializací na výrobu vosku a svící, továrníka Ebenböcka, který byl významným podporovatelem umělců.
Aukční síň Dannenberg uvádí jeho úmrtí v Mnichově v roce 1940.

## Výstavy
V roce 1902 vystavoval v Mnichově na výroční výstavě KGL Glasspalast. Na výroční výstavě Krasoumné jednoty v Rudolfinu v roce 1905 vystavil obraz Stojí starý zámek na Rýně. V dalších letech vystavoval lepty Hrad a Podvečer, litografie Vesnice a Deštivý den. V roce 1908 obraz Zima. V r. 1906 vystavoval s Deutschböhmen umělci v Liberci. Vystavoval s Vereinem a následně s odchozí částí umělců v domě U tří jezdců v roce 1908. Zúčastnil se opakovaně výstav nově vzniklého spolku Deutsch-Böhmischer Künstlerbund v pražském Rudolfinu, a to v letech 1910, 1912 a 1914. Jeho obraz byl zakoupen německým odborem Moderní galerie Království českého a vystaven dle katalogu z r. 1907.

## Galerie

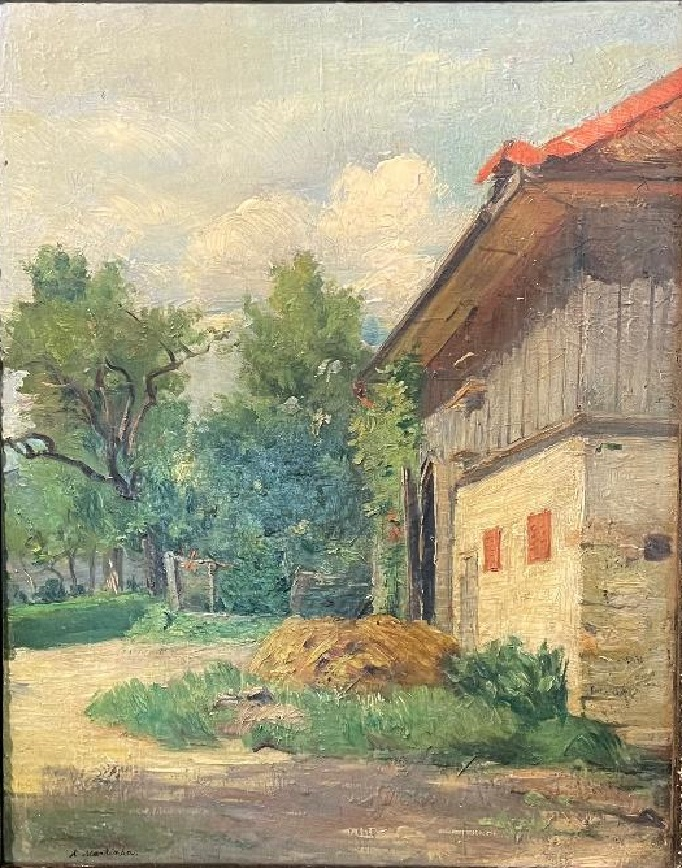
Adalbert Martinka Stodola
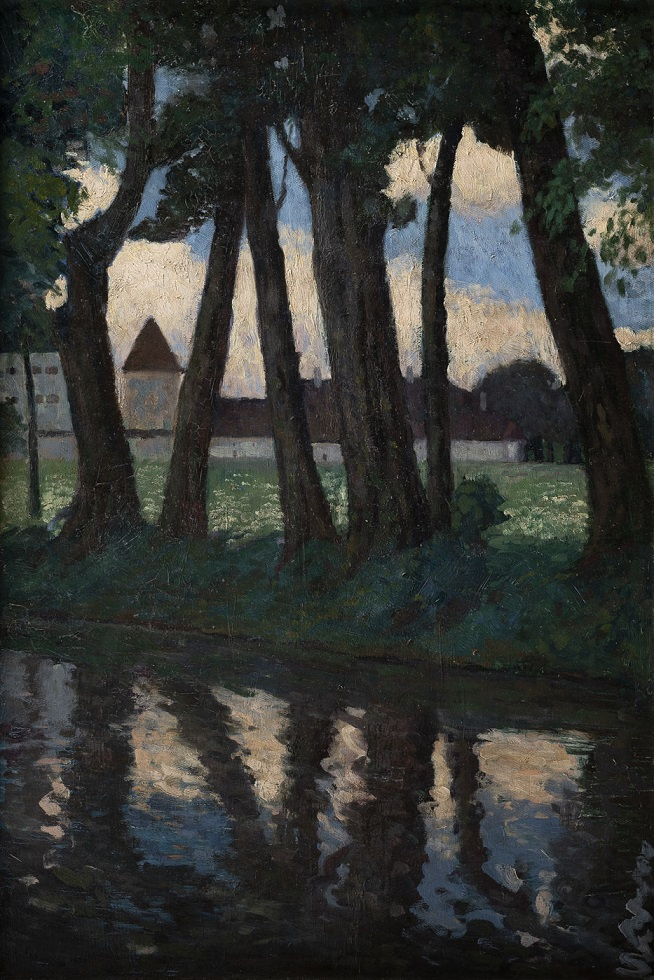
Adalbert Martinka Na potoce pod stromy (1907)
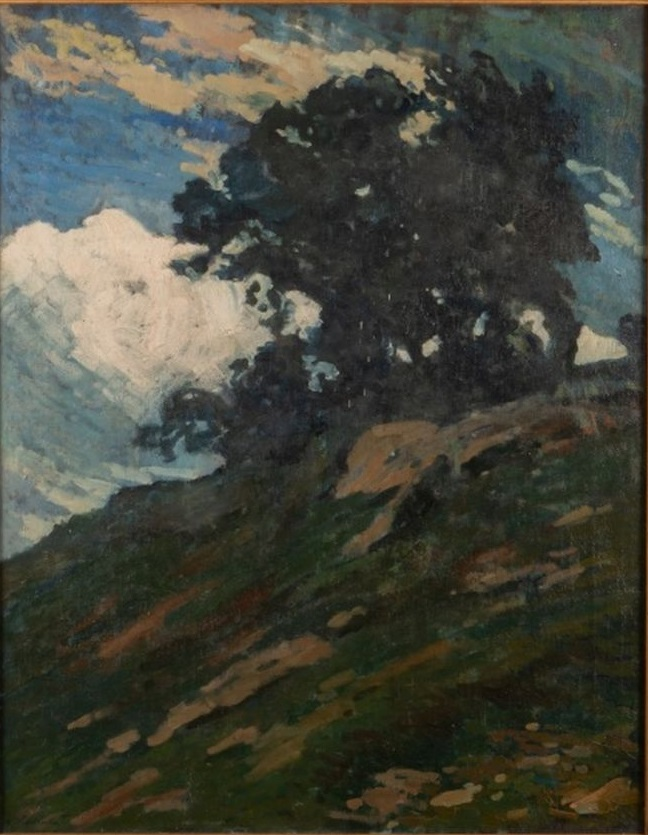
Adalbert Martinka Na kopci
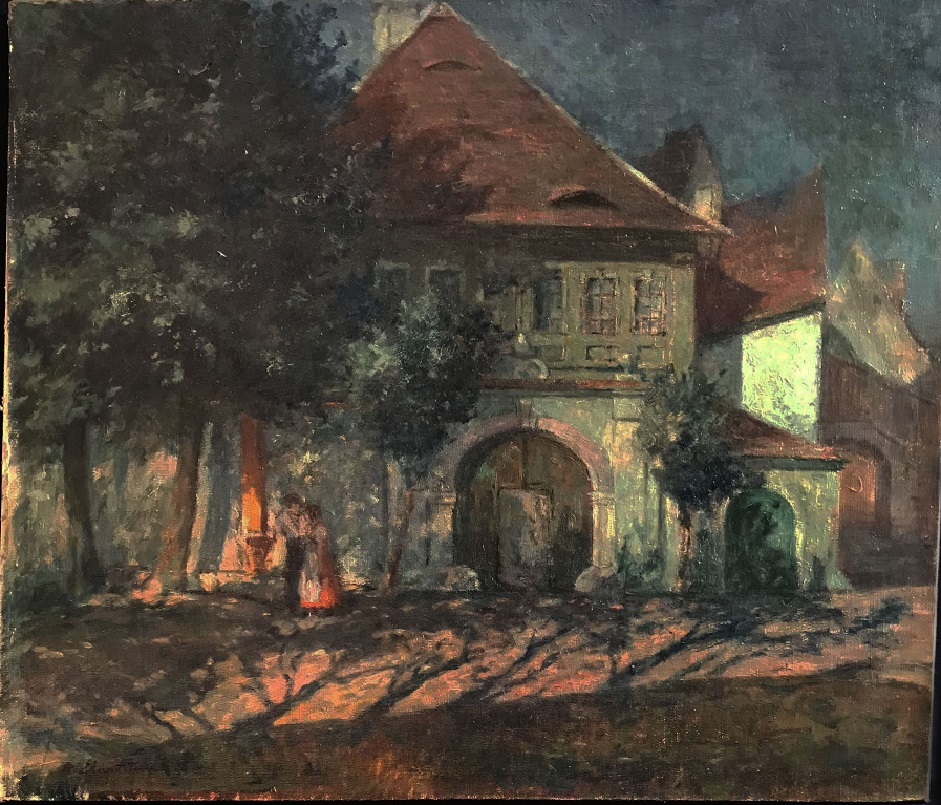
Adalbert Martinka Gresserhaus ve Frickenhausenu
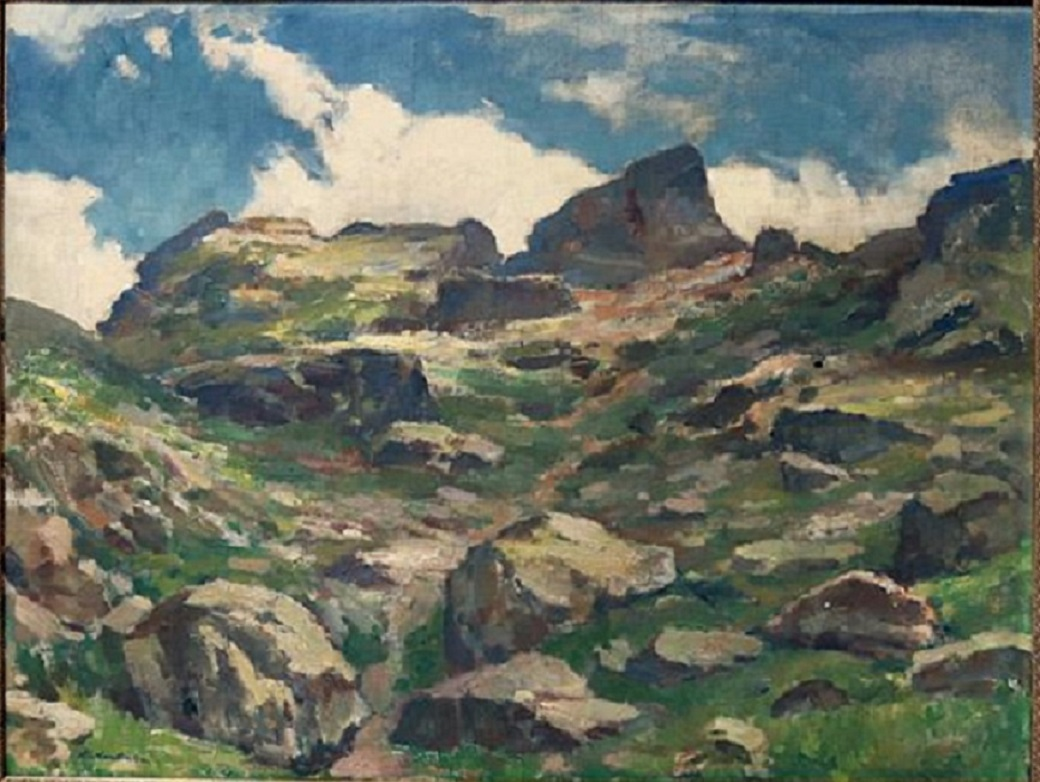
Adalbert Martinka Vrchol hory Javor
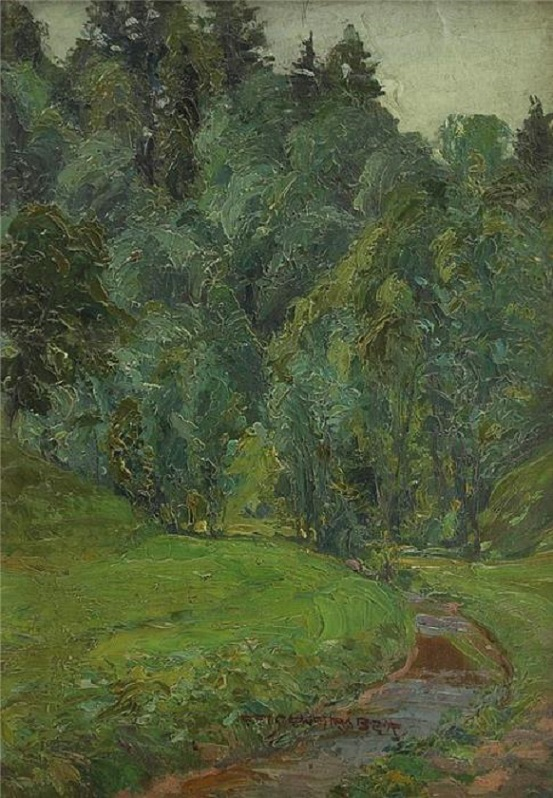
Adalbert Martinka Potok
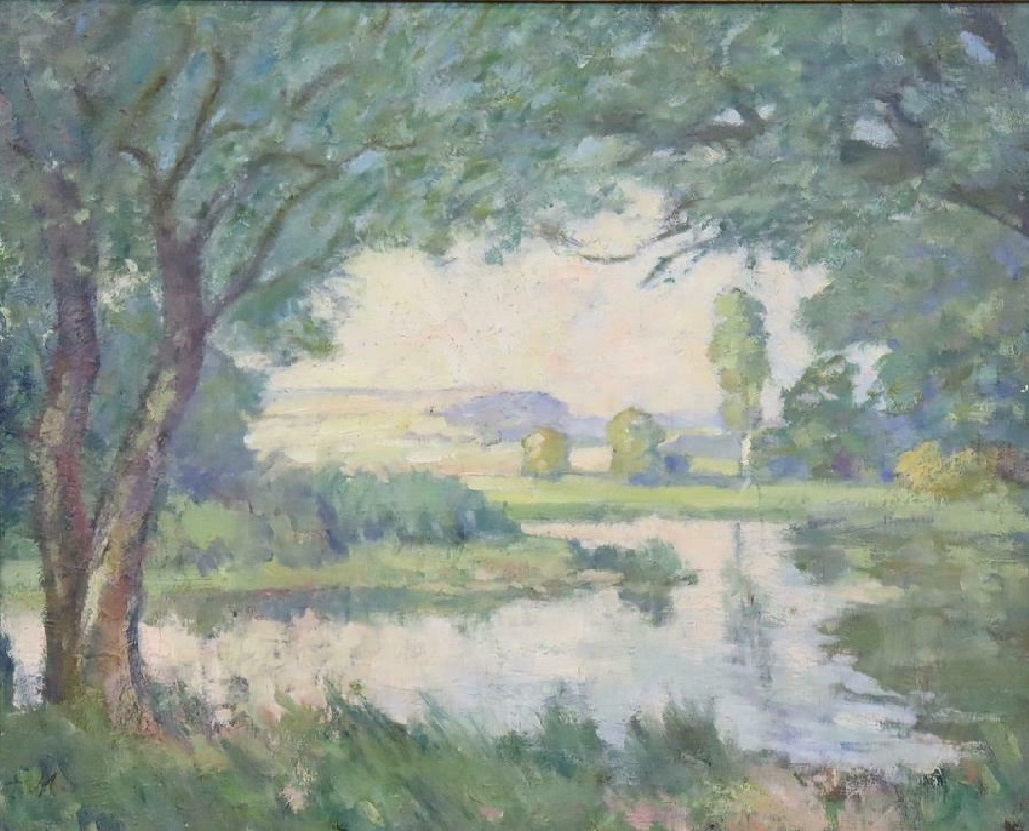
Adalbert Martinka Rybníček z rána
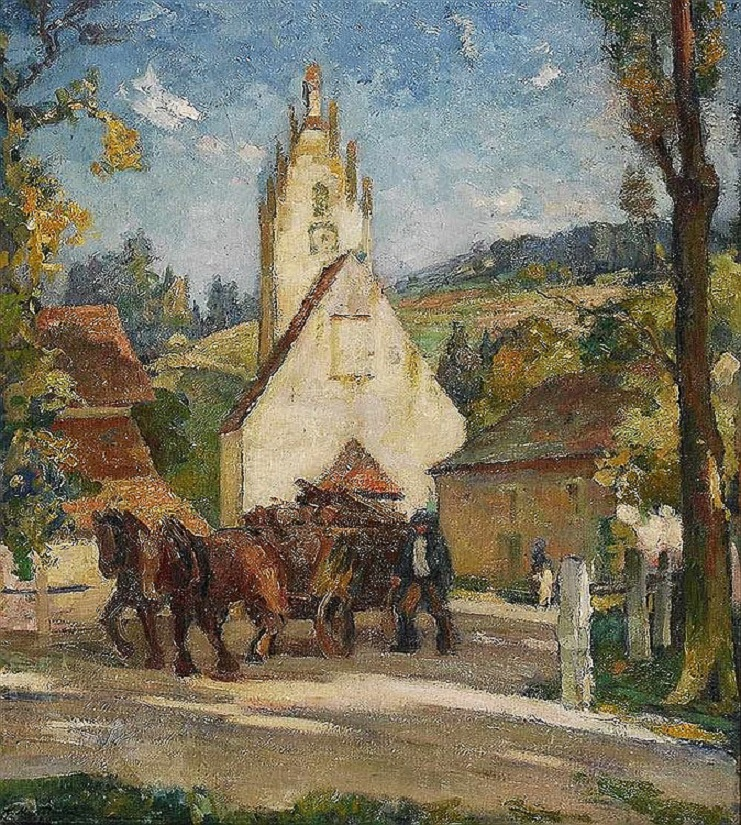
Adalbert Martinka Pfünz v Altmühltalu